# BMW 4 (G22)

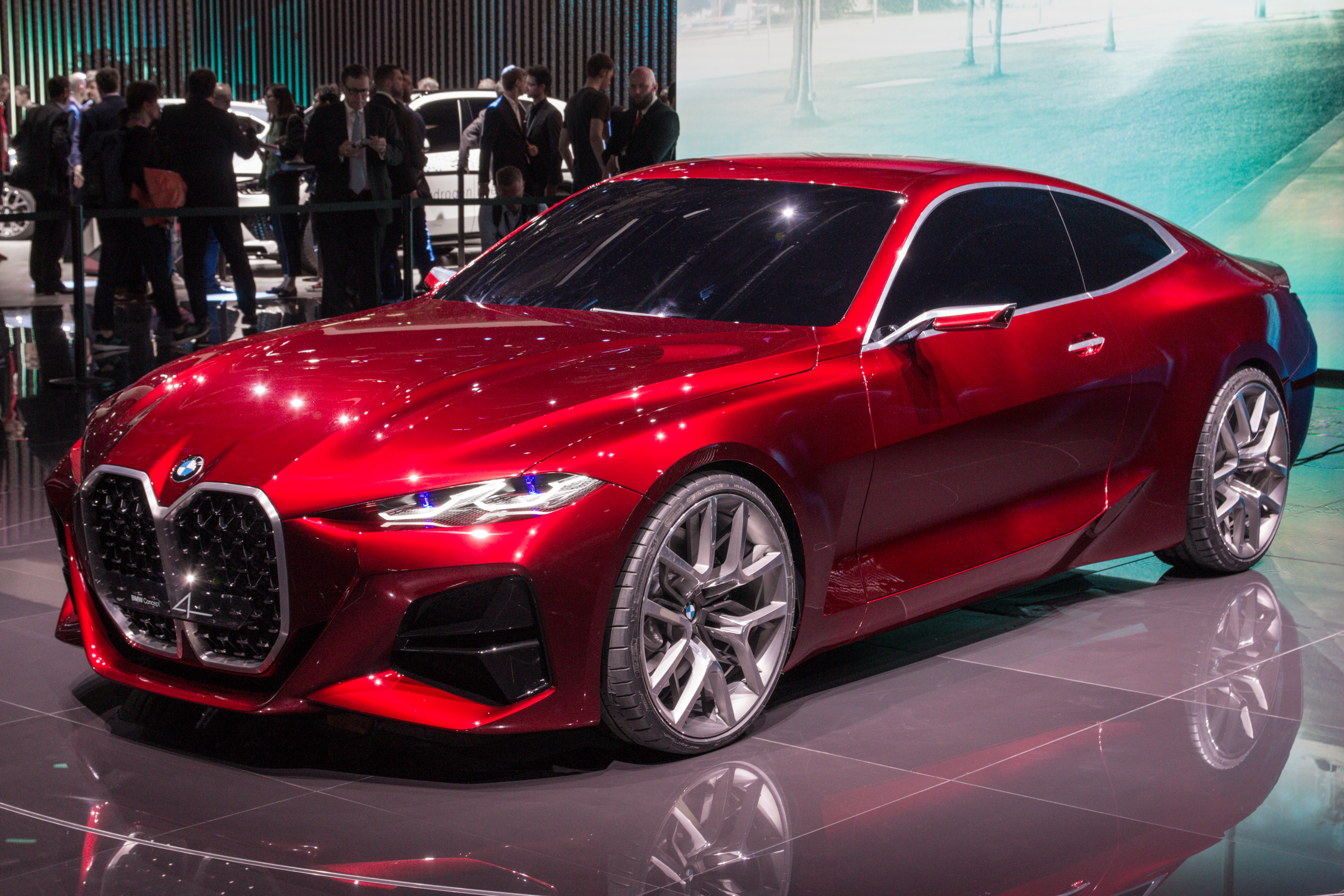
BMW Concept 4

BMW 4 (G22) — серия компактных престижных автомобилей BMW, выпуск которых начался в июне 2020 года. Предшественником нынешнего поколения (G22 (купе)/G23 (кабриолет)/G26 (четырёхдверное купе)) является BMW F32/F33.
Автомобиль производится параллельно с BMW 3 (G20), от которого был взят дизайн. Радиаторная решётка взята от модели BMW 328.
В 2019 году во Франкфурте был представлен концепт-кар BMW Concept 4. Первый прототип был представлен 26 мая 2020 года.
В конце сентября 2020 года был представлен также кабриолет BMW G23. С 2021 года производится также спорткар BMW M4 (G82), а с 2022 года — электромобиль BMW i4.

## Галерея

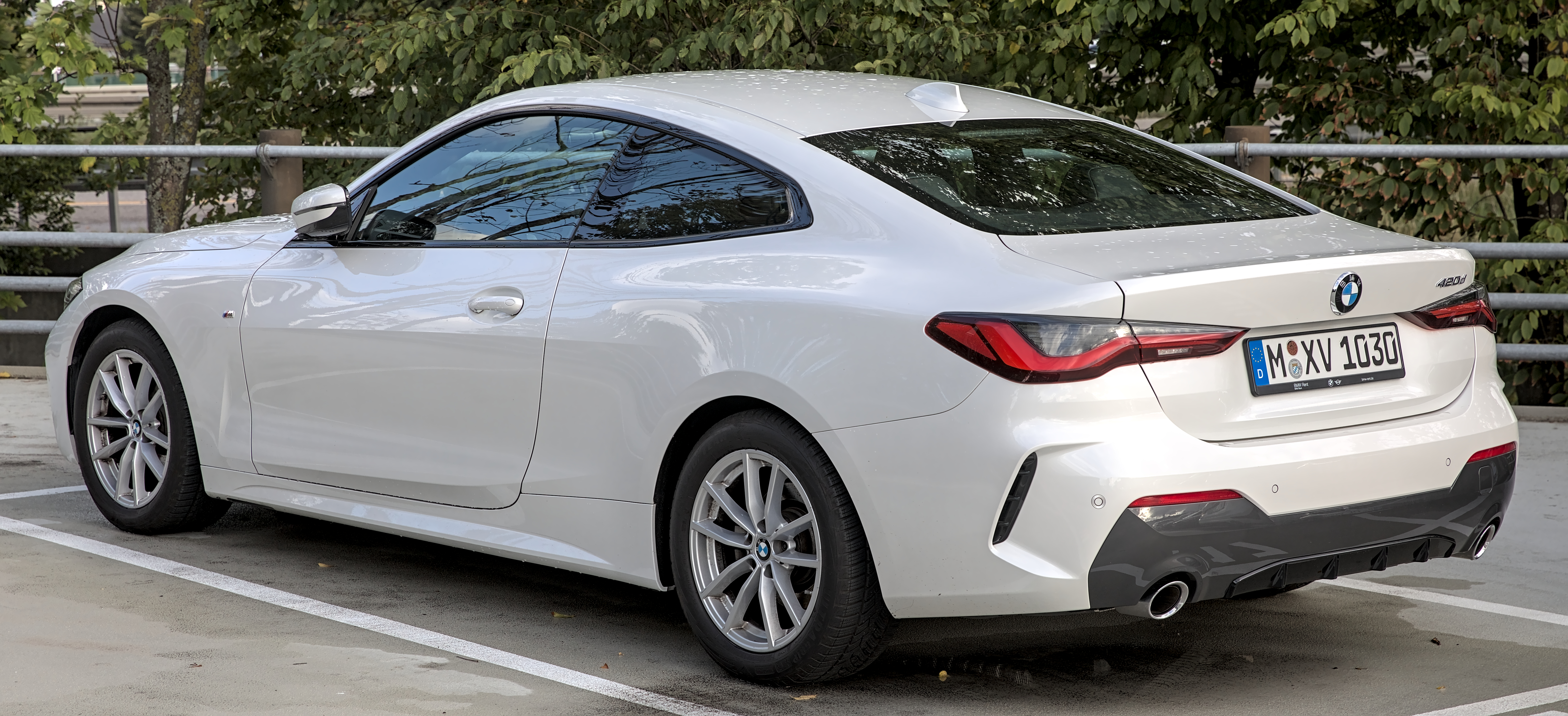
BMW 420d
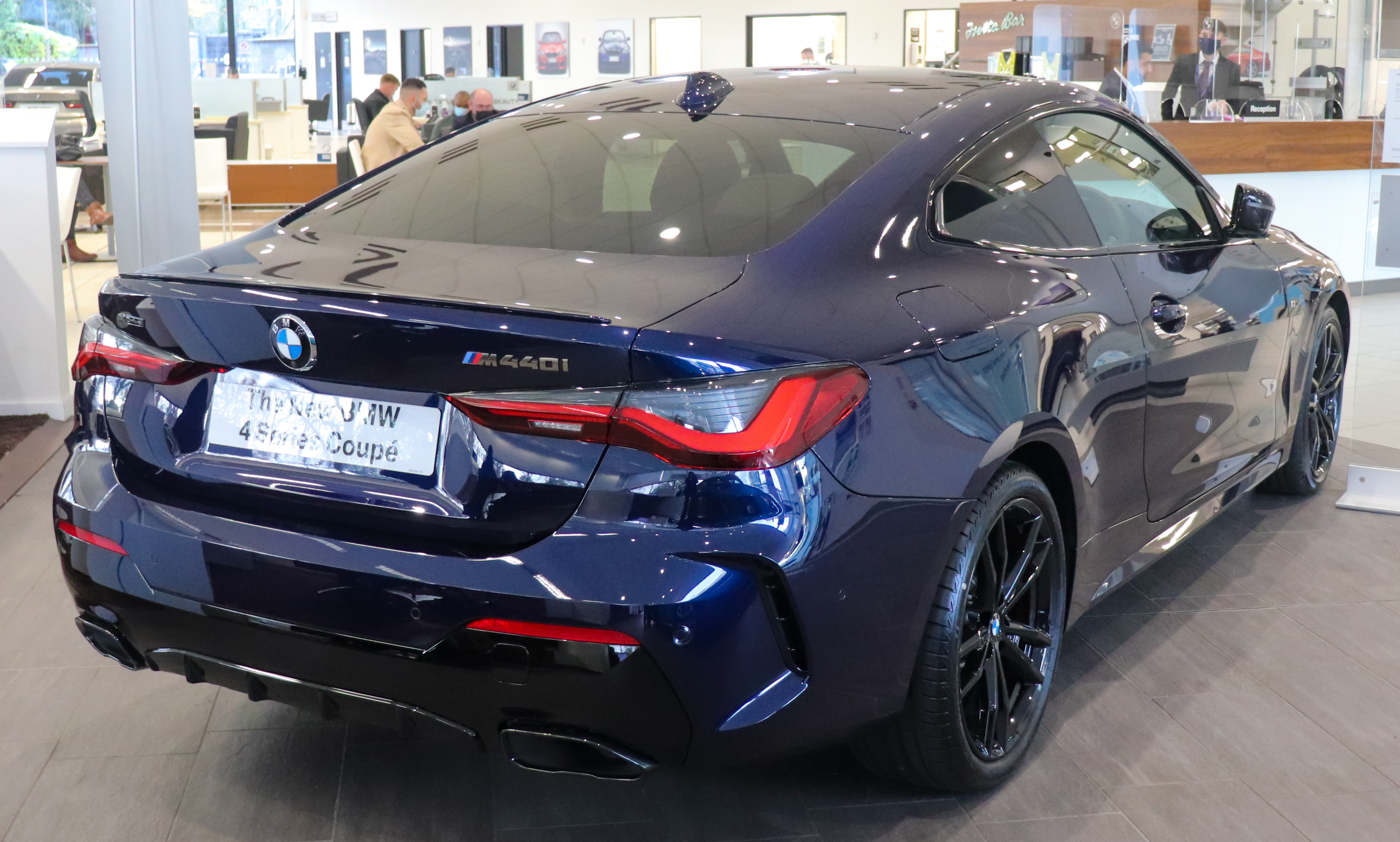
BMW M440i
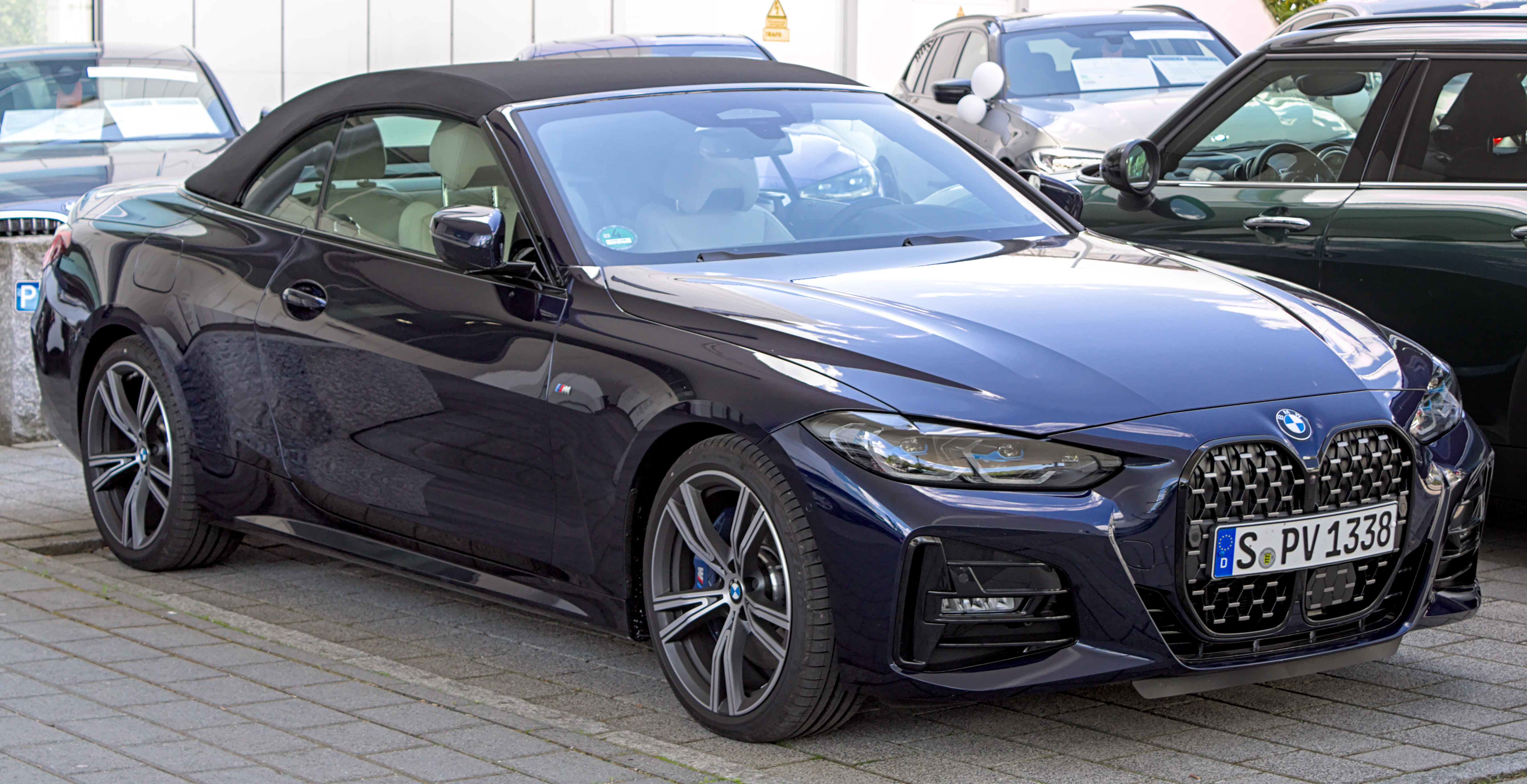
BMW 430i
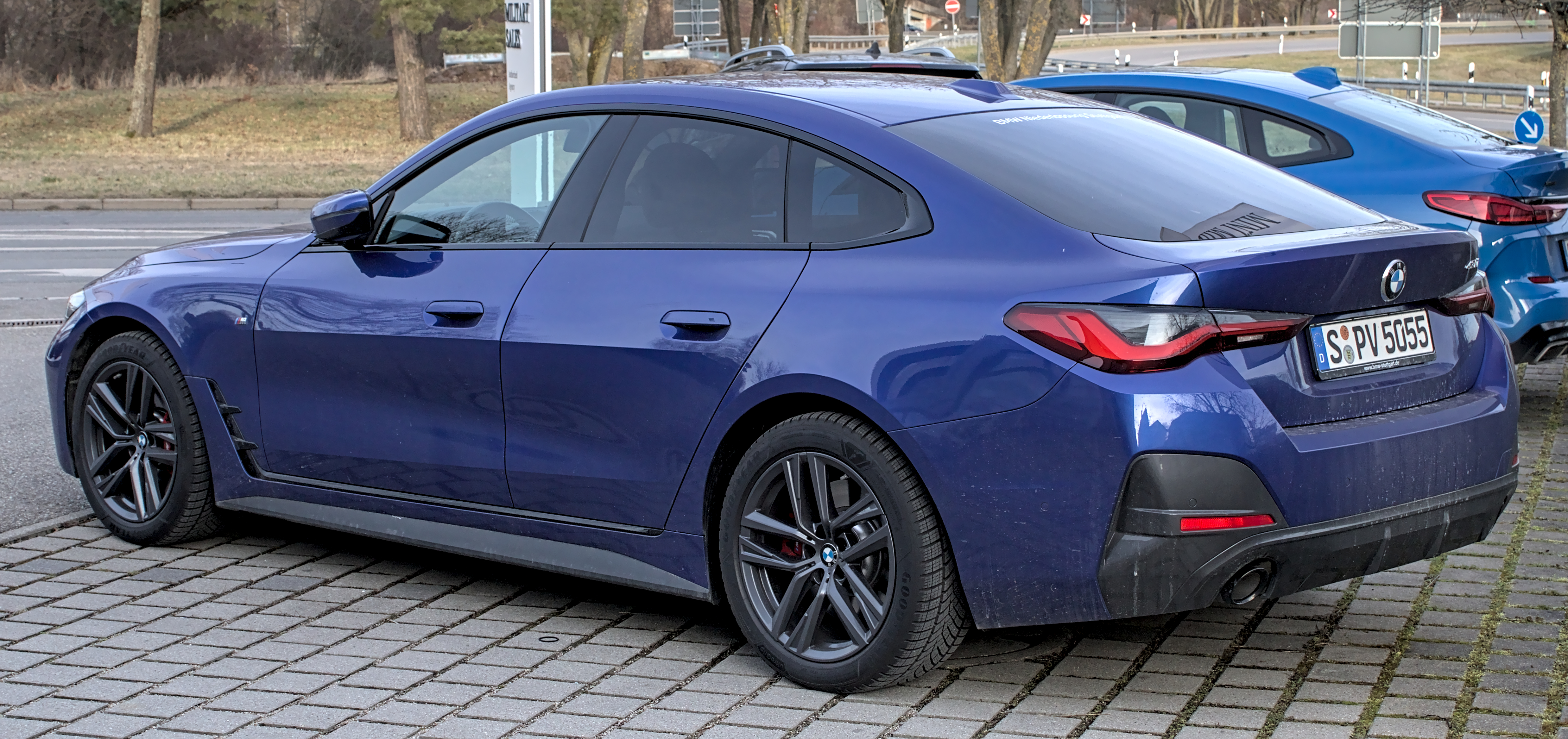
BMW 430i

## Двигатели

### Бензиновые двигатели внутреннего сгорания
| Модель             | Годы производства | Двигатель                | Мощность                     | Крутящий момент              | Разгон до 100 км/ч (62 миль/ч) |
| ------------------ | ----------------- | ------------------------ | ---------------------------- | ---------------------------- | ------------------------------ |
| 420i 420i xDrive   | С 2021            | BMW B48 (турбонаддув) I4 | 135 кВт при 4400—6000 об/мин | 300 Н*м при 1250—4300 об/мин | 7,5 сек.                       |
| 430i 430i xDrive   | С 2021            | BMW B48 (турбонаддув) I4 | 190 кВт при 5000—6500 об/мин | 400 Н*м при 1550—4400 об/мин | 5,8 сек.                       |
| M440i M440i xDrive | С 2021            | BMW B58 (турбонаддув) I6 | 285 кВт при 5800—6500 об/мин | 500 Н*м при 1800—5000 об/мин | [4,5] сек.                     |

### Дизельные двигателивнутреннего сгорания
| Модель           | Годы производства | Двигатель                | Мощность                            | Крутящий момент              | Разгон до 100 км/ч (62 миль/ч) |
| ---------------- | ----------------- | ------------------------ | ----------------------------------- | ---------------------------- | ------------------------------ |
| 420d 420d xDrive | С 2021            | BMW B47 (турбонаддув) I4 | 140 кВт (190 л. с.) при 4000 об/мин | 400 Н*м при 1750—2500 об/мин | 7,1 [7,4] сек.                 |
| 430d xDrive      | С 2021            | BMW B57 (турбонаддув) I6 | 210 кВт (286 л. с.) при 4000 об/мин | 650 Н*м при 1750—2500 об/мин | [5,1] сек.                     |
| M440d xDrive     | С 2021            | BMW B57 (интеркулер) I6  | 250 кВт (340 л. с.) при 4400 об/мин | 700 Н*м при 1750—2250 об/мин | [4,6] сек.                     |